# Karen Mulder
Karen Mulder (Vlaardingen, 1 juni 1970) is een voormalig Nederlands fotomodel.

## Biografie
Mulder werd op haar zeventiende jaar ontdekt door het modellenbureau Elite Model, toen ze met haar ouders op vakantie was in Zuid-Frankrijk.
Ze werkte sindsdien voor Elite New York en Elite Parijs en werd in één adem genoemd met Claudia Schiffer, Naomi Campbell en Cindy Crawford. Ze was destijds een van 's werelds supermodellen en liep shows voor de beroemdste namen en sierde talloze internationale covers. Ook is er een barbiepop lijkend op haar en met haar naam uitgebracht.
Door een aantal maal deel uit te maken van het jaarlijks terugkerende media-evenement Les Enfoirés, naast een aantal van de grootste namen van de Franse muziekwereld, zamelde ze geld in voor dak- en thuislozen in Frankrijk.

## Trivia
- Haar zus Saskia Mulder is actrice.